# Crisi in sei scene
Crisi in sei scene (Crisis in Six Scenes) è una miniserie televisiva statunitense creata, diretta e interpretata da Woody Allen per Amazon. Allen ha scritto e diretto i sei episodi della serie, segnando di fatto il suo secondo lavoro in televisione, dopo il film Don't Drink the Water girato per la ABC nel 1994. La serie è stata pubblicata in esclusiva sul servizio di streaming on demand Prime Video negli Stati Uniti, nel Regno Unito e in Germania il 30 settembre 2016. In italiano, la serie è stata interamente pubblicata su Prime Video il 24 marzo 2017.

## Trama
Stati Uniti, New York. Negli anni Sessanta, durante la guerra del Vietnam, gli USA vivono un periodo molto turbolento. Nel suo piccolo, lo attraversa anche una famiglia di ceto medio quando riceve la visita di un ospite. Il suo arrivo sconvolge gli equilibri.

## Personaggi e interpreti

### Principali
- Sidney Munsinger, interpretato da Woody Allen
- Lennie Dale, interpretata da Miley Cyrus
- Kay Munsinger, interpretato da Elaine May
- Allen Brockman, interpretato da John Magaro
- Ellie, interpretata da Rachel Brosnahan

### Secondari
- Lee, interpretata da Becky Ann Baker
- Trooper Mike, interpretato da Michael Rapaport
- Al, interpretato da Lewis Black
- Gail, interpretata da Margaret Ladd
- Ann, interpretata da Joy Behar
- Moe, interpretato da Gad Elmaleh
- Rose, interpretata da Rebecca Schull
- Vic, interpretato da David Harbour
- Eve, interpretata da Christine Ebersole

## Produzione
La serie venne annunciata da Amazon nel gennaio 2015. Si tratta della prima serie televisiva di Allen.
In un'intervista del maggio 2015, Allen affermò che il lavoro sulla serie era «molto, molto difficile» e di «essersi pentito ogni secondo» dopo aver accettato il lavoro. Allen affermò: «Non so come ci sono finito dentro. Non ho idee e non so da dove cominciare. Penso che Roy Price (capo di Amazon Studios) se ne pentirà».
Nel gennaio 2016 venne annunciato che Allen, Elaine May e Miley Cyrus sarebbero stati i protagonisti della serie, e venne rivelato che le riprese sarebbero cominciate nel marzo seguente. Nel febbraio 2016 si aggiunsero al cast John Magaro e Rachel Brosnahan. Nel marzo 2016 si unirono al cast Michael Rapaport, Becky Ann Baker, Margaret Ladd, Joy Behar, Rebecca Schull, David Harbour e Christine Ebersole.
Nel maggio 2016 Allen rivelò di aver terminato il montaggio della serie, e annunciò che sarebbe stata composta da una sola stagione.

## Accoglienza
- Metacritic riporta un punteggio di 44/100, basato su 29 critici, il che secondo il sito indica: « recensioni contrastanti o nella media ».[12]

- Sul sito "The Playlist" la serie è stata definita quasi inguardabile.[13]
- Rotten Tomatoes riporta un punteggio del 18% basato su 50 recensioni, con una valutazione media di 4,72/10:[14]

(Rotten Tomatoes, CRISIS IN SIX SCENES)